# アレクセイ・チューリン
アレクセイ・チューリン（Alexey Tyurin 1955年1月30日-1995年9月20日 ）は旧ソ連の柔道選手。階級は95kg超級。

## 人物
1978年の嘉納杯無差別2回戦で山下泰裕と対戦すると、終了1分前に山下の大内刈を透かして効果を取るも、30秒ほど前に大内刈で有効を取り返されて惜敗した。1979年のフランス国際95kg超級では決勝で山下に横四方固で敗れて2位だったが、ヨーロッパ選手権では無差別で優勝した。世界選手権では準決勝で山下に崩上四方固で敗れると、3位決定戦でもハンガリーのバルガ・イムレに敗れて5位に終わった。1980年にはヨーロッパ選手権95kg超級で優勝するも、地元のソ連で開催されたモスクワオリンピックには95kg超級にビタリー・クズネツォフ、無差別にセルゲイ・ノヴィコフが選ばれたために出場できなかった。1982年にはヨーロッパ選手権無差別で優勝した。引退後の1995年に40歳で死去した。

## 主な戦績
- 1975年 - スパルタキアード　重量級　2位　無差別　3位
- 1976年 - キューバ国際　優勝
- 1977年 - ハンガリー国際　優勝
- 1977年 - ポーランド国際　優勝
- 1977年 - スパルタキアード　無差別　2位
- 1979年 - フランス国際　2位
- 1979年 - ヨーロッパ選手権　無差別　優勝
- 1979年 - 世界選手権　5位
- 1980年 - ヨーロッパ選手権　優勝
- 1982年 - ヨーロッパ選手権　無差別　優勝
- 1983年 - スパルタキアード　優勝

(出典)。